# Pierres de Lecq
Les Pierres de Lecq (en Jersiais: Les Pièrres dé Lé, ou Paternosters en anglais) est un écueil de rochers émergents à la surface de la mer situé à 1.5 mile nautique au large de la côte dans la paroisse de Saint Ouen, à l'île de Jersey.
Depuis le début des années 2000, le site est devenu un important spot de canoë-kayak, snorkeling et coastering.
Les Pierres de Lecq sont désignées au titre de site Ramsar le 2 février 2005.

## Noms des rochers
Tous les noms sont en Jersiais
- L'Êtchièrviéthe
- La Rocque du Nord
- L'Êtaîse ou L'Êtaîthe
- Lé Bel
- Lé Longis
- La P'tite Mathe
- La Grôsse (Great Rock)
- La Grand' Mathe
- La Greune dé Lé, ou La Bonnette
- La Greune du Seur-Vouêt
- L'Orange
- La Vouêtaîse, La Vouêtaîthe, ou La Vouêt'rêsse
- La Cappe
- La Douoche
- Lé Byi
- La Rocque Mollet
- L'Êtché au Nord-Vouêt
- La Galette
- La Briarde
- La Sprague
- La Niêthole Jean Jean ou Lé Gouoillot

## Sources
- Jersey Place Names, Jèrri, 1986,  (ISBN 0-901897-17-5)
- Les Pièrres Dé Lé